# Vịt mỏ thìa đỏ

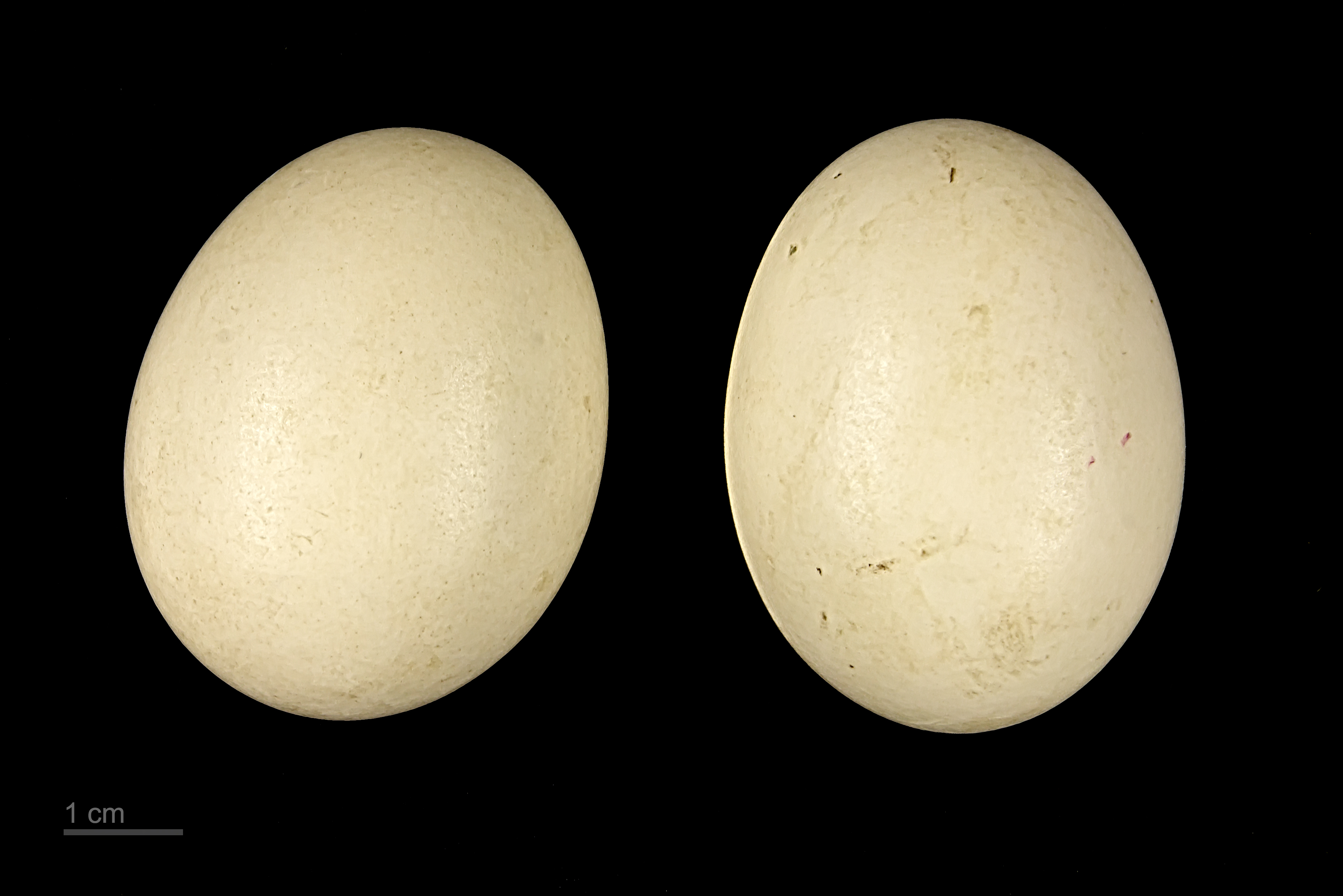
Anas platalea

Vịt mỏ thìa đỏ, tên khoa học Anas platalea, là một loài chim trong họ Vịt.
Vịt mỏ thìa đỏ sinh sản ở nửa phía nam của Nam Mỹ. Phạm vi phân bố trải dài từ Tierra del Fuego về phía bắc đến Chile và hầu hết các vùng của Argentina, cũng như đến Quần đảo Falkland, và có những quần thể sinh sản nhỏ bị cô lập ở miền nam Peru. Chúng sinh sống ở những hồ nước nông và hồ nước với những bãi sậy và đầm lầy dày đặc và cũng có thể được tìm thấy ở vùng nước lợ, như đầm phá ven biển và cửa sông. 